# Protosmia asensioi
Protosmia asensioi is een vliesvleugelig insect uit de familie Megachilidae. De wetenschappelijke naam van de soort is voor het eerst geldig gepubliceerd in 1987 door Griswold & Parker.